# Symphurus nebulosus
Symphurus nebulosus är en fiskart som först beskrevs av Goode och Bean, 1883.  Symphurus nebulosus ingår i släktet Symphurus och familjen Cynoglossidae. Inga underarter finns listade i Catalogue of Life.